# Kyknos
Kyknos (řecky Κύκνος, latinsky Cycnus) bylo v řecké mytologii několik postav.

## Syn ligurského králeSthenela
Byl přítelem Faethonta, syna boha slunce Hélia.
Dozvěděl se, že jeho přítel si vypůjčil nebeský vůz svého otce Hélia a vyjel s ním na oblohu. Při této nebezpečné jízdě nezvládl řízení vozu, čímž ohrozil nebesa i zemi. Aby nenapáchal ještě větší škody, ukončil jeho jízdu sám nejvyšší bůh Zeus a srazil Faethonta do hlubin moře.
Kyknos propadl hlubokému neutišitelnému žalu nad smrtí nejlepšího přítele. Chtěl si dokonce vzít život. Bohové ho z lítosti nad jeho zármutkem proměnili v labuť. Od těch dob žije na vodě a bojí se blesku.
Podle jiného vyprávění ho dokonce vzali na oblohu mezi hvězdy.

## Arův syn
Kyknos byl syn boha Aréa a Pyréne. Byl to krvelačný a krutý lupič, který zabíjel všechny lidi ve svém okolí, dokud nebyl usmrcen Héraklem.